# Pascal Sevran

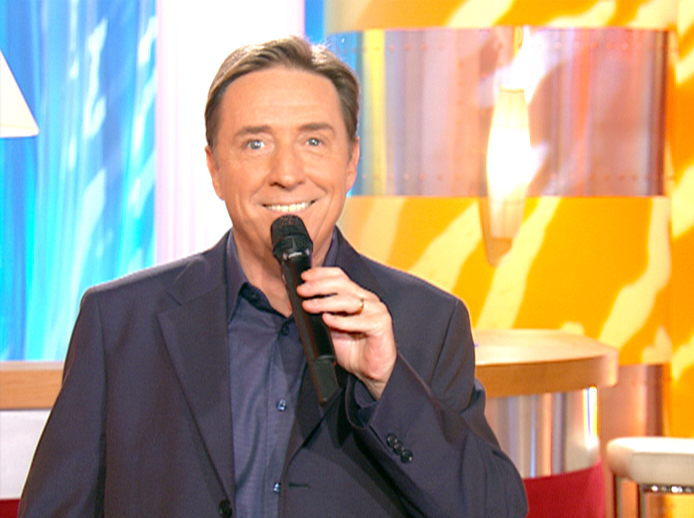
Pascal Sevran em 2003

Pascal Sevran, nome artístico de Jean-Claude Jouhaud (Paris, 16 de outubro de 1945 – Limoges, 9 de maio de 2008), foi um compositor, cantor, escritor, ator e apresentador de televisão francês.

## Discografia
Compactos
| 1966 | Puisque nous sommes cousin (como Pascal Regent) |
| 1968 | Le garçon                                       |
| 1973 | Les petits français                             |

Álbuns de estúdio
| 1991 | Succès Français   |
| 1993 | A la française    |
| 1996 | Surprise party    |
| 1997 | Viva la vie va    |
| 1999 | Chanter la vie    |
| 1999 | Succès Français 2 |
| 2002 | La vie continue   |

Álbuns ao vivo
| 1994 | En public - ça sent si bon la France |

Compilações
| 2005 | Double d'Or |

Compilações póstumas
| 2009 | Une vie en chanson |

## Programas de TV
- 1981 : Croisée des chansons (TF1)
- 1983 : Laisser passer la chanson (FR3)
- 1984-2000 : La Chance aux chansons (TF1, Antenne 2 e France 2)
- 1995-1996 : La Fureur du samedi soir (France 2)
- 1996 : Sevran en chantant (France 2)
- 1998 : La boîte à troubadours (France 3)
- 1997-1999 : Surprise Party (France 2)
- 2001-2007 : Chanter la vie (France 2)
- 2003 : Docteur Renaud, mister renard (France 2)
- 2004-2007 : Entrée d'artistes (France 2)
- 2005 : Bibliothèque Pink: on casse les prix! (Pink TV)

## Filmografia
Ator
- 1991 : Les Secrets professionnels du Dr Apfelglück, de Alessandro Capone, Stéphane Clavier, Hervé Palud, Mathias Ledoux e Thierry Lhermitte (personagem: Alain Laurent)
- 1994 : Maguy (série de tv, episódio 332)

Roteirista
- 1983 : Vichy dancing, telefilme de Léonard Keigel
- 1985 : Un garçon de France, telefilme de Guy Gilles

## Composições
- Danser quand même , (sous le pseudo Jean-Claude Jouhaud / Musique  Claudio Di Pietra et Denis Hekimian pour le groupe Decibelles)
- Laurence
- Voilà, je suis amoureux de toi
- Pourquoi la pluie fait-elle pleurer les roses , (co-écrit par Jean Delleme / Musique : Romuald pour Romuald)
- La chanson de notre amour (pour Mireille Mathieu)
- Bruit des vagues , (Musique : Romuald  pour Romuald)
- Que reste-t-il de l'été , (Musique : Romuald  pour Romuald)
- La dernière nuit d'un amour
- La chanson d'une nuit
- Moi je ne savais rien
- Comme disait La Mistinguett , (pour co-écrit avec Pierre Delanoé / Musique : Jean-Jacques Debout pour Dalida)
- Lucas (pour Dalida)
- Le temps du boa , (co-écrit avec Serge Lebrail / Musique Jean Tranchant pour Christine Lebail)
- Entre la rose et le lilas , (pour Christine Lebail)
- Dis Pierrot , (co-écrit avec Jean Delleme  / Musique : Romuald pour Michèle Torr)
- Mon ami le trac , (co-écrit avec Jean Delleme / Musique : Jimmy Weller pour Kiki (Christine) Caron)
- On n'oublie pas ça
- Tu ressembles à Gavroche , ( Musique : Jean-Jacques Debout pour Christine Lebail et Georgette Lemaire)
- Tout le monde rêve
- Et l'amour, expliquez-moi pourquoi monsieur
- Mon cœur, de quoi as-tu rêvé
- Entre avril et juillet
- Les arbres de la nuit
- Ta bouche bébé
- T'auras une frite
- Si l'amour a ton visage
- Attends-moi la vie , (co-écrit avec Serge Lebrail / Musique : Pascal Auriat pour Pascal Auriat)
- On aime toujours quelqu'un , (co-écrit avec Serge Lebrail / Musique : Pascal Auriat pour Pascal Auriat)
- L'amour se porte bien , (co-écrit avec Serge Lebrail / Musique : Pascal Auriat pour Pascal Auriat & Jacqueline Boyer)
- Quand on s'appelle Marlène , (Musique : Pascal Auriat pour Pascal Auriat)
- Il pleut sur mon calendrier
- Si quelqu'un vient vous dire , (co-écrit avec Serge Lebrail / Musique : Pascal Auriat pour Lucienne & Jacqueline Boyer)
- L'eau de la piscine , (co-écrit avec Serge Lebrail / Musique : Pascal Auriat pour Jacqueline Boyer)
- Hôtel particulier , (co-écrit avec Bernard Droguet / Musique : Pascal Auriat pour Dany Saval)
- Pour toi j'ai tout inventé
- J'aime un voyou
- Si vous étiez venue
- Est-ce mon cœur ou le printemps , (pour Michèle Torr)
- Manuel , ( Musique : Phlippe Renaux pour Dalida)
- Ma vie je la chante , (adaptation / Musique Domenico Modugno pour Dalida)
- Quand vient la nuit on dit je t'aime , ( pour Manuel Guazzi)
- Tu peux garder ton sourire , (pour Manuel Guazzi)
- L'amour à la une , (co-écrit avec Claude Carmone  / Musique : Pascal Auriat pour Dalida)
- Dans ma maison , (Musique : Pascal Auriat pour Pascal Auriat)
- On ne dit jamais la vérité , (co-écrit avec Serge Lebrail / Musique : Pascal Auriat pour Pascal Auriat)
- C'est le tien c'est le mien (Musique : Pascal Auriat pour Pascal Auriat)
- La Confi Danse
- Tu as la moitié de ma vie
- Embrasse-moi (Besame mucho) , (adaptation écrite avec Serge Lebrail / Musique : C. Velasquez pour Dalida)
- Tu m'as déclaré l'amour , (co-écrit avec Claude Carmone  / Musique : Armand Gomez pour Dalida)
- Amour, c'est tout dire "Amor, Amor" , (pour Dalida)
- Parle-moi d'amour mon amour , (co-écrit avec Claude Carmone  / Musique : C.A. Bixio pour Dalida)
- L'affiche du cinéma , (co-écrit avec Michel Jouveaux / Musique : Pascal Auriat pour Pascal, Auriat)
- Je viens de loin , (co-écrit avec Claude Carmone / Musique : Alec Constantinos pour Shake)
- Tu sais je t'aime , (adaptation co-écrite avec Claude Carmone / Musique : Alec Constantinos pour Shake)
- Fort et magique , (co-écrit avec Claude Carmone  / Musique : Daniel Vangarde pour Shake)
- La vie en fête , (co-écrit avec Claude Carmone  / Musique : Alec Constantinos  pour Shake)
- Raconte-moi la chanson , (co-écrit avec Claude Carmone / Musique : Richard Simon pour les Poppys)
- Femme est la nuit , (adaptation co-écrite avec Serge Lebrail  / Musique : Toto Cutugno pour Dalida)
- "Ti amo" je t'aime , (adaptation co-écrite avec Claude Carmone  / Musique: Tozzi pour Dalida)
- Tables séparées , (co-écrit avec Claude Carmone  / Musique : Alice Dona pour Dalida)
- Il y a toujours une chanson , (co-écrit avec Serge Lebrail  / Musique : Alec Constantinos pour Dalida)
- Je chante cette chanson
- Parce que je t'aime
- A mes amours à mes amours
- Voilà pourquoi je chante , (Musique : Jeff Barnel pour Dalida)
- Trocadéro bleu citron , (co-écrit avec Jeff Barnel  / Musique : Alec Constantinos pour Shake)
- Bébé rock'n roller , (adaptation co-écrite avec Claude Carmone  / Musique : Toto Cutugno pour Shake)
- Chante Argentina , (Musique: Rika Zaraï pour Rika Zaraï)
- Il me reste encore ma musique , (co-écrit avec Evert / Musique : Frédéric François pour Frédéric François)
- Sois romantique , (Musique : Frédéric François pour Frédéric François)
- Mille chansons d'amour , (Musique : Frédéric François pour Frédéric François)
- T'as pas le droit , (Pour Loic Leproust)
- Paris palace
- A ma manière , (co-écrit avec Sylvain Lebel / Musique : D. Juster pour Dalida)
- La rivière de l'amour , (adaptation co-écrite avec Claude Carmone  / Musique : Shake pour Shake)
- Je veux chanter la nostalgie , (co-écrit avec Dominique Lozoc' h / Musique : Frédéric François pour Frédéric François)
- C'est peut-être moi qui partirai , (co-écrit avec Serge Lebrail / Musique : Pascal Auriat pour Mireille Mathieu)
- Pour vous , (pour Dalida)
- La meilleure façon d'aimer
- Amoureuse , (co-écrit avec Bernard Droguet / Musique : Joël Holmes pour Colette Renard)
- Nostalgies , (co-écrit avec Bernard Droguet / Musique : Joël Holmes pour Colette Renard)
- Julien
- Un jour ici, un jour ailleurs , (co-écrit avec Dominique Lozac'h / Musique : T. Montoya pour Linda de Suza)
- Chanson inachevée , (co-écrit avec Michel Rivgauche / Musique : Bruno Gigliotti (Orlando) pour Dalida)
- Zinzin musette , (co-écrit avec Bruno Desmet (Zinzin) / Musique : Maurice Larcange)
- Un amour oublié
- Tout va bien , (sous le pseudo Jean-Claude Jouhaud / Musique Noé Willer pour Stéphane Chomont)
- Dancing beau rivage , (sous le pseudo Jean-Claude Jouhaud / Musique Harry Williams & Noé Willer pour Stéphane Chomont)
- Elle danse techno (sous le pseudo Jean-Claude Jouhaud, avec Jean-Claude Guselli)
- Il venait d'avoir 18 ans , (adaptation co-écrite avec Serge Lebrail / Musique: Pascal Auriat pour Dalida)
- Ta femme , (co-écrit avec Serge Lebrail / Musique : Pascal Auriat pour Dalida)
- Chante l'ami / (pour Rika Zaraï)
- Rien qu'une chanson
- Sur un air de romance , (pour lui-même)
- Paris java
- On n'oublie pas les chansons
- Quand on écoutait la radio
- Tiens voilà l'accordéon
- Paris musique, Paris musette , (Musique : Maurice Larcange)
- C'était le bon temps , (pour Georgette Plana & Lui-même)
- Y'avait du jazz , (co-écrit avec Michel Jourdan / Musique : Jean-Claude Guselli pour Stéphane Chomont)
- Sur un air de romance , (pour lui-même)
- L'été soixante
- Surprise party
- C'est pas la javanaise
- Ceux qui font des chansons
- Le bal à Zinzin
- Allez allez viens
- A qui appartient la vie ?
- C'est ça la vie samba
- Tout fout l'camp même toi
- Ecoute bien l'accordéon
- Viva la vie va
- Amoureux de Sylvie
- Génération musette
- Va
- L'amour ça nous ressemble
- Vraiment beau
- Chanter la vie
- Nostalgica
- Chanter comme des fous
- Il faut de la musique
- Revoilà le cha cha cha
- Chante encore
- Nous, c'est fou
- Problemorama , (pour Dalida)
- La chance aux Français  , (avec le rapper Sinik)}}
- C’est à Brasilia (Musique : Henri Betti)
- Le soleil avait quitté la plage , (Musique : Colette Mansard pour lui-même)
- Je sais que tu l'aimes , (Musique : Colette Mansard pour lui-même)
- Les petits Français , (co-écrit avec Serge Lebrail / Musique : Pierre Porte pour lui-même)
- ll suffit d'une chanson , (Musique: Pierre Porte pour lui-même)
- Un morceau de ma dentelle , (co-écrit avec Jean Delleme / Musique : Claude Delon pour Christine Lebail)
- L'Amérique à Paris , (Musique : Jean-Jacques Debout pour Christine Lebail)
- Vous étiez belle, Madame , (co-écrit avec Jean Dilleme / Musique : Jean-Jacques Debout pour Geogette Lemaire)
- Tu partiras quand tu voudras , (adaptation co-écrite avec Claude Carmone / Musique : Toto Cutugno pour Shake)
- Je chante cette chanson pour toi , (adaptation co-écrite avec Claude Carmone / Musique : Michel Deloir pour Shake)
- De son enfance , (co-écrit avec Michel Jouveaux / Musique : Pascal Auriat pour Shake)
- Parce que je t'aime , (co-écrit avec Claude Carmone / Musique : Alec Constantinos pour Shake)
- C'est plus facile à deux , (co-écrit avec Jeff Barnel / Musique de Alec Constantinos pour Shake)
- La rivière de l'amour , (co-écrit avec D'Lozack / Musique : Shake pour Shake)
- Dalida, mon amour , (co-écrit avec G. Debot / Musique : Jeff Barnel pour Dalida)
- Mon petit bonhomme , (co-écrit avec Serge Lebrail / Musique : Pascal Auriat pour Dalida)
- Le temps des fleurs , (co-écrit avec Jean Delleme / Musique : Romuald pour Romuald)
- Les tambours du vent , (co-écrit avec Serge Lebrail / Musique : Romuald pour Romuald)
- Au lieu de faire comme tout le monde , (co-écrit avec Jean Delleme / Musique : Romuald pour Romuald)
- A coup de tête , (co-écrit avec Bernard Droguet / Musique : Pascal Auriat pour Pascal Auriat)
- Quand il reste l'amitié , (co-écrit pour Serge Lebrail / Musique : Pascal Auriat pour Pascal Auriat)
- Tout va bien , (co-écrit avec Pascal Auriat / Musique : Pascal Auriat pour Pascal Auriat)
- De l'encre aux doigts , (co-écrit avec Serge Lebrail / Musique : Pascal Auriat pour Jacqueline Boyer)

## Publicações
Romances
- Le Passé supplémentaire. Paris : O. Orban, 1979 ; Albin Michel, 2001. Prix Roger-Nimier em 1979.
- Vichy-dancing. Paris : O. Orban, 1980, 195 p. ISBN 2-85565-132-8. Rééd. Paris : A. Michel, 1999, 195 p. ISBN 2-226-10936-6
- Un garçon de France. Paris : O. Orban, 1982, 185 p. ISBN 2-85565-191-3 ; Paris : A. Michel, 2003, 185 p. ISBN 2-226-13101-9 ; Paris : Librairie générale française, 2004, 216 p. (Le livre de poche ; 30001). ISBN 2-253-06685-0
- Souvenirs particuliers. Paris : J. C. Lattès, 1990, 139 p. Rééd. Paris : A. Michel, 2003, 180 p. ISBN 2-226-14972-4

Ensaios
- La Dame en bleu, Lucienne Boyer m'a raconté. Paris : Les Nouvelles Éditions Françaises, 1971
- Le Comte de Saint-Germain, aujourd'hui. Paris : Nouvel office d'éditions, 1973, 188 p.
- Les Rigolos, com Raymond Lavigne. Paris : G. Authier, 1975, 248 p.
- Dalida : la gloire et les larmes. Paris : G. Authier, 1976, 221 p.-[36] p. de pl.
- Le Guide du socialisme, com colaboração de Alain Rossi. Paris : G. Authier, 1977, 216 p.
- Les 180 jours de Giscard, histoire du dernier gouvernement de l'Union de la droite, 3 avril-2 octobre 1978, em parceria com Bernard Morlino). Paris : G. Authier, 1977, 210 p. (Rayon Politique-fiction).
- Le Music hall français : de Mayol à Julien Clerc. Paris : O. Orban, 1978, 284 p. ISBN 2-85565-087-9
- Le Dictionnaire de la chanson française. Paris : Carrère, 1986, 379 p. ISBN 2-86804-337-2. Rééd. Paris : Éditions 13, 1988, 389 p. ISBN 2-86804-469-7
- Piaf : ses plus belles chansons. Paris : Notre temps, 1989, 63 p. (Notre temps).
- Les plus belles chansons d'amour. Paris : Notre temps, 1989, 63 p. (Notre temps).

Contos
- Tous les bonheurs sont provisoires. Paris : A. Michel, 1995
- Mitterrand, les autres jours. Paris : A. Michel, 1997, 215 p. ISBN 2-226-09571-3. Rééd. Paris : LGF, 2005, 182 p. (Le livre de poche ; 30470). ISBN 2-253-11514-2
- Je me souviens aussi. Paris : A. Michel, 1997, 112 p. ISBN 2-226-08928-4

Revistas
1. La Vie sans lui : journal. Paris : A. Michel, 2000, 309 p. ISBN 2-226-11380-0
2. Des lendemains de fêtes. Paris : A. Michel, 2000, 294 p. ISBN 2-226-12124-2. Rééd. Paris : LGF, 2003, 282 p. (Le livre de poche ; 15459). ISBN 2-253-15459-8
3. On dirait qu'il va neiger. Paris : A. Michel, 2001, 247 p. ISBN 2-226-13068-3. Rééd. Paris : LGF, 2004, 279 p. (Le livre de poche ; 30000). ISBN 2-253-06684-2
4. Lentement, place de l'Église. Paris : A. Michel, 2002, 265 p. ISBN 2-226-13606-1. Rééd. Paris : LGF, 2004, 279 p. (Le livre de poche ; 30177). ISBN 2-253-10983-5
5. On s'ennuyait le dimanche. Paris : A. Michel, 2003, 247 p. ISBN 2-226-14971-6. Rééd. Paris : LGF, 2006, 253 p. (Le livre de poche ; 30499). ISBN 2-253-11595-9
6. Il pleut, embrasse-moi. Paris : A. Michel, 2004, 277 p. ISBN 2-226-15668-2. Rééd. Paris : LGF, 2006, 285 p. (Le livre de poche ; 30661). ISBN 2-253-11775-7
7. Le Privilège des jonquilles. Paris : A. Michel, 2005, 298 p. ISBN 2-226-16979-2. Rééd. Paris : LGF, 2007, 312 p. (Le livre de poche ; 30918). ISBN 978-2-253-12387-3
8. La Mélancolie des fanfares. Paris : A. Michel, 2006, 230 p. ISBN 978-2-226-17662-2
9. Les petits bals perdus, Journal posthume. Paris : A. Michel, 2009, ISBN 2-226-18210-1